# Gwendolyn Watts
Gwendolyn „Gwen” Watts (Carhampton, Somerset, Egyesült Királyság, 1937. szeptember 23. – 2000. január 31.) brit (angol) színésznő. Mellék- és epizódszerepeket alakított. Ismertebb szerepeit A buszon című angol vígjátéksorozatban, A hazudós Billy-ben, a Bosszúállók kalandfilmsorozatban és (kórházi nővérként) a Folytassa-sorozat három filmjében alakította.

## Élete

### Színésznői pályája
A somerseti Carhamptonben született, apja Colin B. Watts és Annie Lewis leányaként. Húga, Sally Watts (1950) szintén színésznő lett. 1954 és 1959 között Gwendolyn a londoni West Enden, a Wyndham’s Theatre társulatában játszott Sandy Wilson The Boyfriend című musicaljében. Telt idomaira felfigyeltek a filmesek. 1958-ban kapta első televíziós mellékszerepét az Alfred Hitchcock bemutatja c. thriller-sorozat egyik epizódjában, majd 1960-ban Jack Cardiff rendező Sons and Lovers című filmdrámájában, Trevor Howard és Dean Stockwell mellett.
Az 1960-as években szerepelt a The Rag Trade-ben (1962), John Schlesinger rendező A hazudós Billy-jében (1963), a Bosszúállók (1963) sorozat és a Maigret (1963) sorozat egy-egy epizódjában, George Cukor rendező My Fair Lady-jében (1964), majd 1963-ban és 1965-ben a The Benny Hill Show-ban is. 1962–1967 között több szerepet is játszott a Z Cars bűnügyi sorozatban, 1969-ben a vagány Irist alakította A buszon című vígjátéksorozatban. 1966-ban megjelent az Elcserélt küldemények filmvígjátékban, Ralph Richardson és Michael Caine mellett.
1967–1972 között három Folytassa-filmben szerepelt, mindháromban más kórházi nővért személyesített meg. 1971-ben megjelent a Coronation Street sorozatban, 1972–1976 között a Love Thy Neighbour vígjátéksorozatban,

### Magánélete
1959-ben Gertan Klauber (1932–2008) epizódszínészhez ment feleségül, aki haláláig vele maradt. Az 1970-es évek elején, amikor közös gyermekeik megszülettek, Watts egy időre visszavonult a filmezéstől, hogy gyermekei nevelésének szentelhesse magát, de az 1980-as évek közepén visszatért munkájához, 1995-ben vonult vissza végleg. 
2000-ben hunyt el, 62 éves korában, szívroham következtében.

## Főbb filmszerepei
- 1958: Alfred Hitchcock bemutatja (Alfred Hitchcock Presents), tévésorozat, The Impromptu Murder epizód, Mrs. Garrold
- 1960: Sons and Lovers, tévésorozat, Miss May
- 1961: Walk a Crooked Mile, tévé-minisorozat, szőke lány
- 1961: So Evil, So Young , Edna
- 1962: A rosszhírű háziasszony (The Notorious Landlady), feleség
- 1962: The Rag Trade, tévésorozat, több szerepben
- 1963: A hazudós Billy (Billy Liar), Rita
- 1963: The Benny Hill Show, tévésorozat, The Trouble Maker epizóf, névtlelen lány
- 1963: Bosszúállók (The Avengers), tévésorozat, Man with Two Shadows epizód, Julie
- 1963: Maigret, tévésorozat, A Taste of Power epizód, Germaine
- 1964: A szisztéma (The System), elsőosztályú csaj
- 1964: My Fair Lady, szakácsnő
- 1965: Kinyírlak, drágám! (Fanatic), Gloria
- 1965: The Benny Hill Show, tévésorozat, több epizódban, többféle szerep
- 1966: Elcserélt küldemények (The Wrong Box), szolgálóleány
- 1962–1967: Z Cars, tévésorozat, Betty / Vera Smales
- 1967: Folytassa, doktor! (Carry On Doctor) Mrs. Barron
- 1969: A buszon (On The Buses), tévésorozat, Iris
- 1969: Canterbury mesék (Canterbury Tales), tévésorozat
- 1969: Folytassa újra, doktor! (Carry On Again Doctor), éjszakás nővér
- 1971: The Doctors, tévésorozat, Sylvia Orient
- 1971: Coronation Street, tévésorozat, Candy Brown
- 1972: Folytassa, főnővér! (Carry On Matron), Frances Kemp nővér

## További információ
- Gwendolyn Watts a PORT.hu-n (magyarul)
- Gwendolyn Watts az Internetes Szinkronadatbázisban (magyarul)
- Gwendolyn Watts az Internet Movie Database-ben (angolul)
- Gwendolyn Watts az AlloCiné weboldalán (franciául)
- Gwendolyn Watts Profile. Famousfix.com. (Hozzáférés: 2023. január 18.)
- ↑ AndrewRoss:  Andrew Ross. Carry On Actors: The Complete Who’s Who of the Film Series (angol nyelven). Fantom Publishing (2015). ISBN 1-906358-95-8
- ↑ RobertRoss:  Robert Ross. The Carry On Companion. London: B.T. Batsford (2002). ISBN 0-7134-8771-2
- ↑ Webber:  Richard Webber. The Complete A–Z of Everything Carry On. Harper & Collins (2005). ISBN 978-0-0071-8223-7